# 101 kiskutya (televíziós sorozat, 1997)
A 101 kiskutya (eredeti cím: 101 Dalmatians: The Series) 1997-től 1998-ig sugárzott amerikai televíziós rajzfilmsorozat, amelyet az azonos című 1961-es rajzfilm, és az 1996-os film alapján a Walt Disney Television Animation és a Jumbo Pictures stúdió készített. Az animációs játékfilmsorozat forgatókönyvét Ken Koonce és Kat Likkel írták. A rendezői Victor Cook, Ken Boyer és Rick Schneider-Calabash.
A tévéfilmsorozat zenéjét Dan Sawyer, Christopher Klatman, Randy Petersen és Kevin Quinn szerezték. A producerei Martha Ripp, Victor Cook, Ken Boyer és Rick Schneider-Calabash. Műfaja filmvígjáték- és kalandfilmsorozat. Amerikában a ABC vetítette, Magyarországon az RTL Klub sugározta.
Összesen két évad készült, ami 65 epizódot tartalmaz. 1997. szeptember 1-jétől a szindikációs sugárzás keretében sugározták, de csak a második évadot, amit hétköznaponként vetítettek. Két héttel később az ABC is elkezdte leadni a részeket, az első évadtól kezdve, melyeket csak ezen az adón lehetett látni. 1998. március 4-én adták le a sorozat utolsó részét. Az ismétléseket az ABC tovább játszotta 2000-ig, amikor a sorozat átkerült a Disney Channel-re, majd később a Toon Disney-re. Magyarországon 2003 és 2004 között az RTL Klub, majd 2022 őszén a TV2 adta le.

## Rövid tartalom
A középpontban elsősorban a három dalmata kölyök, Lucky, Rolly, Cadpig és Spot, a csirke áll, akik gyakran keverednek zűrös helyzetekbe, kalandokba.

## Szereplők
| Szereplő            | Eredeti hang                                   | Magyar hang          | Leírás |
| ------------------- | ---------------------------------------------- | -------------------- | --- |
| Lucky               | Pamela Adlon (1. hang) Debi Mae West (2. hang) | Jelinek Márk         | Lucky egy vezető egyéniségű kölyök dalmata. Ő a legmerészebb kölyök a csapatban, gyakran támadnak érdekes ötletei, melyekkel általában bajba keveri a társaságot. TV függő, kedvenc sorozata és szuperhőse a Villámagy. Neve szerencsét jelent, amit a hátán lévő patkó alakú folt miatt kapott. |
| Rolly               | Kath Soucie                                    | Baráth István        | Rolly egy kövér kölyök dalmata. Szinte minden döntésének alapja az ennivaló, és ez időnként bajba keveri őt. Rolly egy hűséges és segítőkész testvér, különösen akkor, amikor az ő hihetetlen szaglására van szükség.                                                                            |
| Cadpig              | Kath Soucie                                    | Patkó Csenge         | Cadpig egy örökmozgó, legtöbbször az idegekre menő, de nagy valószínűséggel a legintelligensebb dalmata kölyök. Ő a legkisebb testvér, hosszú floppy fülei, és nagy feje van, a méretéhez képest igen erős, egyfajta személyiség.                                                                |
| Spot                | Tara Strong                                    | Koffler Gizella      | Spot egy csirke, aki gyakran csatlakozik Lucky-hoz, Rolly-hoz és Cadpig-hez, ezért is szeretne igazi dalmata lenni. Tagja az "Ugat Seregnek", bár nagyon ijedős, és hajlamos arra, hogy a szó szoros értelmében pattogjon a falakon. Jó táncos, jó matekból és repülni is tud.                   |
| Roger Dearly        | Jeff Bennett                                   | Kautzky Armand       | Roger egy barna hajú férfi, aki videojátékokat tervez. Anita férje, Pongo és a kölykök gazdája, és a Dearly Farm egyik tulajdonosa. |
| Anita Dearly        | Kath Soucie                                    | Farkasinszky Edit    | Anita egy vörös hajú nő, aki Szörnyellának dolgozik, mint ruhatervező. Roger felesége, Perdita és a kölykök gazdája, és a Dearly Farm másik tulajdonosa. |
| Szörnyella de Frász | April Winchell                                 | Hámori Ildikó        | Szörnyella egy ördögien gonosz, divatimádó nő, aki mindenre képes, hogy megszerezze a Dearly Farmot. |
| Horace              | David L. Lander                                | Botár Endre          | Szörnyella alulfizetett emberei, akiket általában azért bérel fel, hogy végre hajtsák gonosz terveit, melyek általában nem sikerülnek. |
| Jasper              | Michael McKean                                 | Izsóf Vilmos         | Szörnyella alulfizetett emberei, akiket általában azért bérel fel, hogy végre hajtsák gonosz terveit, melyek általában nem sikerülnek. |
| Dadus               | Charlotte Rae                                  | Gyimesi Pálma        | Anita és Roger házvezetőnője. |
| Pongo               | Kevin Schon                                    | Szolnoki Tibor       | A dalmata kölykök szülei. |
| Perdita             | Pam Dawber                                     | Györgyi Anna         | A dalmata kölykök szülei. |
| Pug hadnagy         | Jeff Bennett                                   | Vass Gábor           | A mopszli kutya, aki az "Ugat Sereg" kadétjait képzi ki. |
| Tibs őrmester       | Jeff Bennett                                   | Imre István          | A narancssárga kandúr a farmon. |
| Mocsári Patkány     | Jeff Bennett                                   | Forgács Gábor        | A mocsárban élő, simlis patkány. |
| Ezredes             | Jim Cummings                                   | Koroknay Géza        | A farmon élő óangol juhászkutya. |
| Ed Disznó           | Jim Cummings                                   | Csurka László        | A disznó, aki a farm polgármestere, és Malacka apja. |
| Malacka             | Christine Cavanaugh                            | Bogdányi Titanilla   | A farmon élő malac, Ed Disznó lánya. |
| Kócos               | Christine Cavanaugh                            | N/A                  | A határozatlan dalmata kölyök. |
| Tripod              | Toran Caudell                                  | Polgár Péter         | A háromlábú, és bátor dalmata kölyök, Lucky egyik riválisa. |
| Dipstick            | Thom Adcox Hernandez                           | Előd Botond          | A jó szándékú, de tudatlan dalmata kölyök. |
| Paca                | Justin Shenkarow                               | N/A                  | A foltos szemű dalmata kölyök. |
| Pöttyös             | Tara Strong                                    | Csuha Bori           | A divatimádó dalmata kölyök. |
| Vendela             | Tara Strong                                    | Vándor Éva           | Az afgán agár, Szörnyella de Frász kutyája. |
| Mooch               | Danny Cooksey                                  | Bódy Gergely         | A zsarnok juhászkutya, Lucky másik riválisa. |
| Hercegnő            | Cree Summer                                    | Sági Tímea           | A farmon élő egyik tehén. |
| Grófnő              | Marla Gibbs                                    | Némedi Mari          | A farmon élő másik tehén. |
| Cornelia            | Tress MacNeille                                | Várnagy Katalin      | Az egyik tyúk a farmon, aki Spot anyja. |
| Lucy                | Paddi Edwards                                  | Bókai Mária          | A liba, aki utálja a lármát. |
| Scorch              | Frank Welker                                   | Józsa Imre           | A ravasz, alattomos, és kapzsi menyét, aki Szörnyella kisállata. |
| Kapitány            | Frank Welker                                   | Bodrogi Attila       | A szürke csődör a farmon. |
| Villámagy           | Frank Welker                                   | Szabó Sipos Barnabás | Lucky kedvenc szuperhőse, a tv-sorozatból. |
| Steven              | Frank Welker                                   | Seder Gábor          | Az aligátor a mocsárban. |
| Cydne               | Frank Welker                                   | Gardi Tamás          | A mocsárban élő kígyó. |

További magyar hangok: Bácskai János, Balázsi Gyula, Beratin Gábor, Besenczi Árpád, Bokor Ildikó, Bolla Róbert, Csifó Dorina, Crespo Rodrigo, Czvetkó Sándor, Cs. Németh Lajos, Csuja Imre, Csuha Lajos, Előd Álmos (Blase), Fazekas István, Gardi Tamás, Gruber Hugó, Illyés Mari, Incze József, Jakab Csaba (El Diablo), Kardos Gábor, Kassai Ilona, Kiss Anikó, Kiss Erika, Kocsis Mariann, Konrád Antal, Kossuth Gábor, Kőszegi Ákos, Kránitz Lajos, Kristóf Tibor, Lippai László, Makay Sándor, Melis Gábor, Mics Ildikó, Nyírő Bea, Oláh Orsolya, Orosz István, Pálfai Péter, Pálmai Szabolcs, Papp János, Pásztor Erzsi, Rosta Sándor, Rudas István, Seder Gábor, Stukovszky Tamás, Szalay Gyöngyvér, Szokolay Ottó, Szűcs Sándor, Szvetlov Balázs (Ő.K.), Tanai Bella, Tóth Judit, Tóth Roland, Várkonyi András, Versényi László, Wohlmuth István